# Noakhali S.
Noakhali S. är ett underdistrikt i Bangladesh. Det ligger i den sydöstra delen av landet, 140 km sydost om huvudstaden Dhaka.
Trakten runt Noakhali S. består till största delen av jordbruksmark.